# Belzutifan
Belzutifan, vendu sous le nom Welireg, est un médicament utilisé pour le traitement du carcinome à cellules rénales associé à la maladie de von Hippel–Lindau,. Il se prend par voie orale. 

## Effets secondaires
Les effets secondaires les plus courants comprennent une diminution de l'hémoglobine, de l'anémie, de la fatigue, une augmentation de la créatinine, des maux de tête, des étourdissements, une augmentation du glucose et des nausées. 

## Mode d'action
Le belzutifan est un inhibiteur du facteur -2 alpha (HIF-2α) inductible par l'hypoxie.

## Utilisations médicales
Le belzutifan est indiqué pour le traitement des adultes atteints de la maladie de von Hippel-Lindau (VHL) qui nécessitent un traitement pour un carcinome rénal associé (RCC), des hémangioblastomes du système nerveux central (SNC) ou des tumeurs neuroendocrines pancréatiques (pNET), ne nécessitant pas de chirurgie immédiate. Le belzutifan s'est également avéré efficace chez un adolescent atteint du syndrome de Pacak-Zhuang avec polyglobulie et paragangliomes.
Dans le cancer du rein résistant à la chimiothérapie, le belzutifan obtient un taux de réponse supérieur à l'évérolimus.